# Тухол
Ту̀хол, още Тул или Тухли (на гръцки: Πεύκος, Певкос или Πεύκο, Певко, до 1928 година Τούχουλη, Тухули), е село в Егейска Македония, Гърция, част от дем Нестрам (Несторио), област Западна Македония.

## География
Селото се намира в областта Нестрамкол на 40 km югозападно от град Костур и на 15 km от демовия център Нестрам (Несторио), на Тухолската река, на 980 m надморска височина в северното подножие на планината Горуша (Войо). На изток са върховете Зяка и Капсалиес (или Тухол, 1517 m), покрити с букове и борове, на запад е Караули, покрит с дъбове и борове, а на север са върховете Алия и Църнио.

## История

### В Османската империя
Тухол е качаунско село. Според местни предания е основано около 1800 година от Миц Дукас, майстор строител от коницкото село Пирсояни, принуден да бяга от Али паша Янински. На мястото се заселват и други християнски семейства - Ризопулос, Цюлос, Киркопулос, Христопулос, Трандос и в Горната махала Законс, Лицос. Лингос са от Дзумерка, Цюлос и Закос от Чамурия, Киркопулос, Ламбропулос, Апостолидис и Христопулос са от Арава, Корчанско, Трандос са от Куцуфляни, а Лицос от Епир.
В местността Чаир над Тухол се заселват албанци мюсюлмани, които започват да тормозят тухолци. Около 1870-1880 година много от тухолци напускат селото. Някои от Ризопулос отиват в село Лънка, Витан и Вратин, Босклово.
В края на XIX век Тухол е голямо село в Костурска каза на Османската империя. В статистиката на Васил Кънчов („Македония. Етнография и статистика“) от 1900 година Тухол е показано два пъти: веднъж като село с 80 жители българи и 120 арнаути християни и втори път като село с 240 души гърци християни.
На Етнографската карта на Битолския вилает на Картографския институт в София от 1901 година Тухул е чисто гръцко село в Костурската каза на Корчанския санджак с 20 къщи.
По време на Илинденско-Преображенското въстание в Тухол влиза голямата чета на Васил Чекаларов. Според четника на Чекаларов Киряк Шкуртов селото има 30 гръцки къщи и 40 мюсюлмански албански. Поради въоръжената съпротива на местни мюсюлмани „турската“ махала е опожарена. Според Пандо Кляшев са изгорени 15 турски къщи.
Цялото християнско население на Тухол е под върховенството на Цариградската патриаршия. По данни на секретаря на Българската екзархия Димитър Мишев („La Macédoine et sa Population Chrétienne“) в 1905 година в Тухол има 100 жители гърци.
Гръцка статистика от 1905 година представя Тухол като гръцко село с 294 жители.
В началото на XX век в района действа албанската чета на Сали Бутка, който събира пари и добитък от Яновени, Пилкати, Слимница и Тухол.
Според Георги Константинов Бистрицки Тухул преди Балканската война има 30 гръцки къщи, а според Георги Христов и 1 куцовлашка.

### Балканската война
През Балканската война на 11 ноември 1912 година гръцката армия влиза в Костур, а турската се оттегля към Корча. В Тухол пристига чета от 50 души, начело с Димитрис Кордистас, която има за цел да опожари мюсюлманските села Чаир, Загар и Фуша и успява да опожари Чаир. В Загар обаче пристига Сали Бутка с двамата си синове и четата си от 200 души, настъпва към Чаир и след към Тухол. Християните тухолци гърци бягат в Нестрам, а арванитите - в Ревани. Част от четата на Кордистас заема позиции на височината Ай Танаси (Псилорахи), за да брани Тухол. Бутка разделя четата си на две - едната настъпва към Тухол по реката, а другата през Кула - Дервент - Тодоро. Втората чета е пресрещната от отряд на Йован Котронов (Йоанис Котронис) от Яновени и в сражението Котронов и други трима негови четници са убити, а албанците влизат в Тухол и започват да палят къщите в Горната махала - изгарят къщите на Трандос и Киркопулос, както и четири арванитски къщи. На помощ на селото идва чета от Котелци, начело с Йотас Йоргос, която заедно с четниците на Ай Танаси прогонва албанците на Бутка. На 2 декември гръцката армия разбива османците при Смърдеш и 5-та дивизия напредва към Шак. Капитаните Никола Белов и Сульо се опитват в Яновени да окажат съпротива на Бутка, но жителите на Яновени, Слимница и Пилкати бягат в Калевища и Нестрам. Албанците от Видово влизат в Яновени и го разграбват. След това жителите на албанските села Загар и Фуша бягат в Ерсека, а гръцката армия влиза в Тухол.

### В Гърция
В 1913 година е построена църквата „Света Параскева“. В местността Чаир (Ливади), на мястото на унищоженото в 1913 година албанско село, е построена църквата „Животворящ източник“.
В 1920 година с парите на емигранти от Америка е построена училищна сграда.
В 1928 година е прекръстено на Певкос. По време на Гражданската война селото пострадва силно и жителите му намаляват наполовина. Много от тях се установяват в Маняк.
В 1953 година към землището на Тухол са присъединени Слимница, Яновени и Пилкати.
| Име              | Име               | Ново име               | Ново име                   | Описание                                                                                |
| ---------------- | ----------------- | ---------------------- | -------------------------- | --------------------------------------------------------------------------------------- |
| Цаг Караули      | Τσάγκ Καραούλι    | Корифи Гулиу           | Κορυφὴ Γούλιου             | връх в Грамос (1622 m), ЮИ над Линотопи                                                 |
| Цаг Караули      | Τσάγκ Καραούλι    | Корифи Барику          | Κορυφὴ Μπαρίκου            | връх в Грамос (1632 m), ЮИ от Линотопи                                                  |
| Порта Осман      | Πόρτα Όσμὰν       | Дявос Тагматарху Порти | Διάβασις Ταγματάρχου Πόρτη | проход в Грамос, З от Фуша, близо до границата с Албания                                |
| Геркина          | Γκερκίνα          | Геракина               | Γερακίνα                   | местност в Грамос, Ю от Слимница, в ЮИ подножие на връх Улца (1202 m)                   |
| Улца             | Οὔλτσα            | Порос                  | Πόρος                      | връх в Грамос (1622 m), Ю над Слимница                                                  |
| Белца            | Μπέλτσα           | Потамия                | Ποταμιά                    | местност по десния бряг на Бистрица (Белица), СИ от Фуша, ЮЗ от Пилкати и Ю от Слимница |
| Оторице          | Οτορίτσε          | Станес                 | Στάνες                     | връх в Грамос (1385 m), Ю над Яновени                                                   |
| Мексово          | Μέγοβο            | Месорахи               | Μεσοράχη                   | местност С от Пилкати и втора местност в Гълъмбица, СИ от Яновени                       |
| Судика           | Σούντικα          | Ватилакос              | Βαθύλακος                  | река                                                                                    |
| Слепесумена      | Σλεπεσούμενα      | Аденексо               | ῎Αδενέξω                   | връх в Гълъмбица, С над Яновени                                                         |
| Гаци             | Γκάτσι            | Каваларис              | Καβαλάρης                  | връх в Грамос (1301 m), З над Омотско                                                   |
| Нясия            | Νιάσια            | Гераки                 | Γεράκι                     | връх в Горуша (1386 m), СИ над Мирославци                                               |
| Монок            | Μανάκι            | Скаломата              | Σκαλώματα                  | местност Ю от Тухол                                                                     |
| Чаир             | Τσαΐρια           | Воскотопос             | Βοσκότοπος                 | местност, бивше село, З над Тухол                                                       |
| Крицес           | Κριτσεές          | Критиес                | Κριθιές                    | местност в Горуша, ЮИ от Тухол                                                          |
| Тухол            | Τούχουλι          | Тихерон                | Τυχερόν                    | връх в Горуша, И над Тухол (1517 m), ЮЗ над Дряново                                     |
| Коловози         | Κολοβόζι          | Перасма                | Πέρασμα                    | гора в Грамос, С от Тухол                                                               |
| Стеничка         | Τσάμ Ἀστένα       | Врахос                 | Βράχος                     | връх в Гълъмбица (1302 m), СИ над Омотско                                               |
| Колиби Зеленград | Καλύβια Σελενγράφ | Каливия Амудес         | Καλύβια Αμμοῦδες           | колиби под връх Амуда (1546 m) в Гълъмбица                                              |

| Година    | 1913 | 1920 | 1928 | 1940 | 1951 | 1961 | 1971 | 1981 | 1991 | 2001 | 2011 | 2021 |
| --------- | ---- | ---- | ---- | ---- | ---- | ---- | ---- | ---- | ---- | ---- | ---- | ---- |
| Население | 334  | 334  | 372  | 470  | 264  | 209  | 45   | 29   | 33   | 78   | 18   | 22   |

## Личности
Родени в Тухол
- Атанасиос Папаризос (Αθανάσιος Παπαρίζος), гръцки андартски деец, агент от ІІІ ред[19]